# God's Man
God's Man er en amerikansk stumfilm fra 1917 af George Irving.

## Medvirkende
- H.B. Warner som Arnold L'Hommedieu.
- Kate Lester som Mrs. L'Hommedieu.
- Albert Tavernier som Richard L'Hommedieu.
- Stanhope Wheatcroft som Paul L'Hommedieu.
- Barbara Castleton som Bertie.